# Filhote
Um filhote ou cria é um animal na sua primeira fase de vida, a qual normalmente perdura por alguns meses.

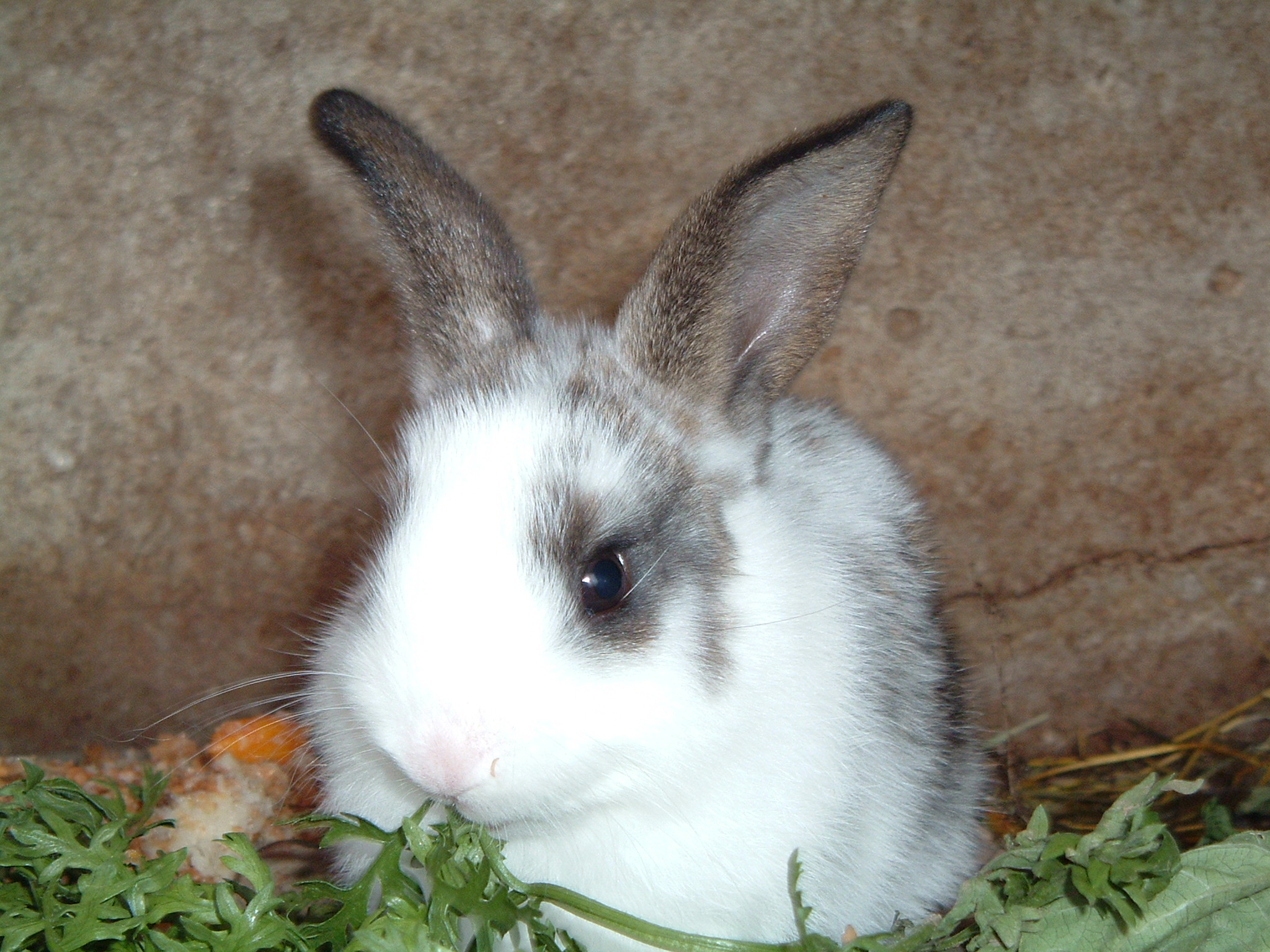
Filhote de coelho

Trata-se de uma fase bastante sensível da vida dos animais, sobretudo quando se trata de mamíferos, pois eles são totalmente dependentes dos recursos, proteção e alimentos fornecidos pelos animais adultos.
Desta forma, os filhotes se encontram no momento mais dependente dentre todas as fases de sua vida. Sem o auxílio dos animais mais experientes (normalmente seus pais ou demais membros de sua comunidade) dificilmente os filhotes conseguirão atingir a fase adulta.

## Filhotes de mamíferos
Quase todos os filhotes de mamíferos nascem diretamente do corpo da mãe e em estágio avançado de desenvolvimento, ou seja, já nascem com uma forma semelhante à que terão quando forem adultos. Enquanto o filhote está se desenvolvendo dentro do útero materno, recebem nutrientes e oxigênio, através da placenta. Estas substâncias, necessária à sua sobrevivência, chegam ao feto pelo cordão umbilical.

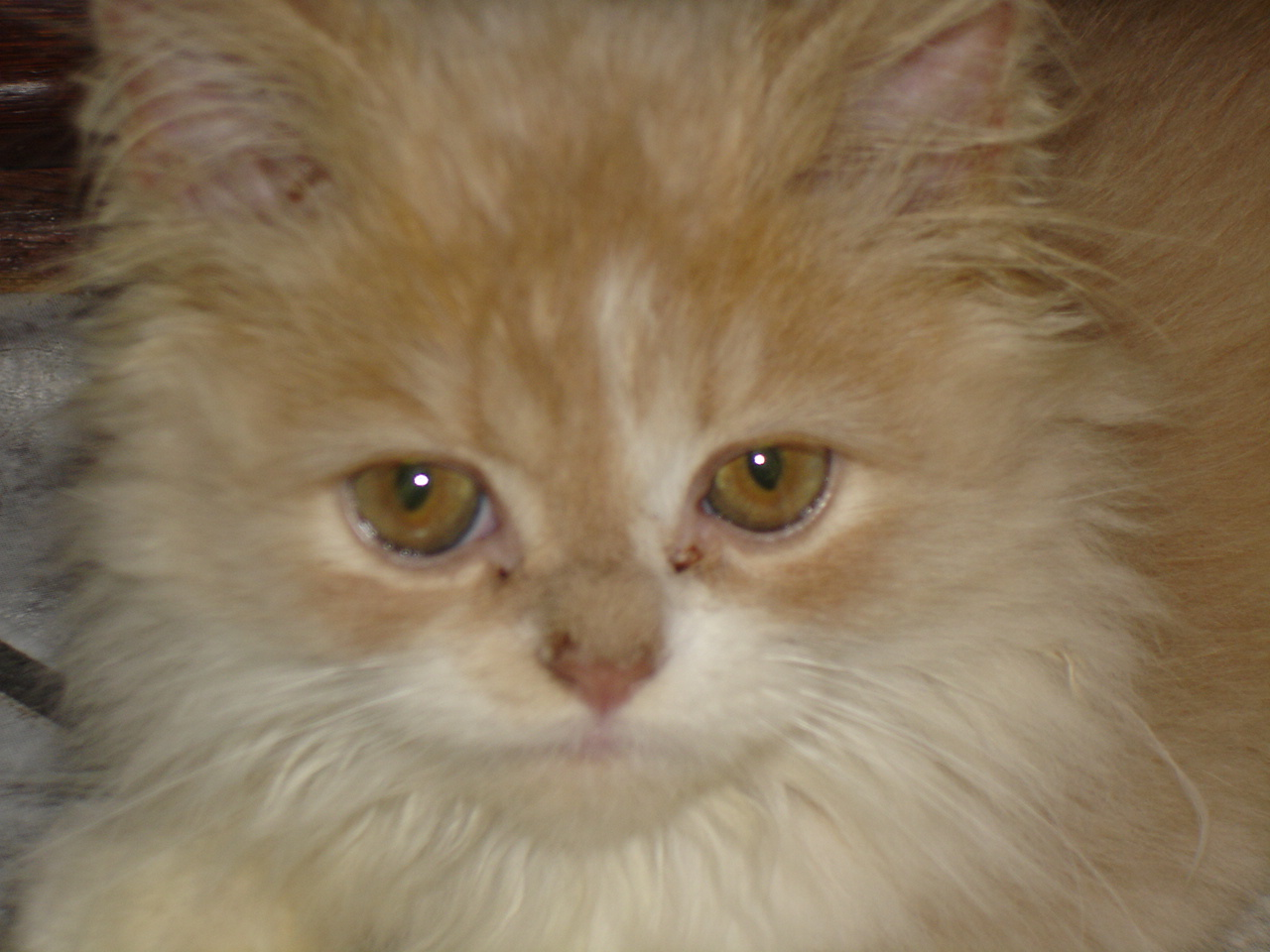
Filhote de gato com poucos meses de vida

Nem todos os mamíferos possuem placenta. Como exemplos, podem citar o ornitorrinco e a équidna, pertencentes a um grupo de mamíferos que põem ovos. Um outro caso especial é o grupo dos cangurus. As fêmeas destes animais possuem uma bolsa chamada marsúpio, onde o filhote fica protegido desde o seu nascimento até o seu completo desenvolvimento.

## Instinto de proteção
Pesquisas indicam que os traços fisionômicos dos bebês mamíferos são considerados fatores benéficos para a preservação das espécies, uma vez que os animais estão instintivamente condicionados à se simpatizar e proteger os filhotes.  Essa afeição e sentimento de proteção causado ao ver um filhote garante que os adultos se mantenham responsáveis pela provisão de proteção e alimento das crias, mesmo que não sejam seus descendentes diretos. 
Ao ver um filhote,  uma parte do cérebro  conhecida como núcleo accumbens é ativada, sendo liberada grande quantidade de dopamina, substância relacionada à sensação de bem estar e prazer. Isso faz com que o nível de estresse e agressividade diminuam significativamente, dando lugar ao desejo de proteger esses pequenos seres.
Estudos garantem que a reação que temos ao nos deparar com filhotes, tem a função de atrair nossa atenção a tais criaturas tão  indefesos. Deste modo, a simples visualização de um filhote inspira nosso instinto de cuidado e de carinho, despertando a vontade de ficar perto deles. 